# Valheim
Valheim é um jogo de sobrevivência Viking e de mundo aberto. O jogo está disponível na Steam na forma de acesso antecipado, desenvolvido pela desenvolvedora de jogos sueca Iron Gate Studio e publicado pela Coffee Stain Studios. O jogo foi lançado em 2 de Fevereiro de 2021 para Windows e Linux.
A premissa do jogo é que os jogadores são Vikings no pós-vida onde eles tem que criar ferramentas, construir casas e lutar contra inimigos para sobreviver. O jogo utiliza gráficos 3D estilizados com uma perspectiva de terceira pessoa e um sistema de combate inspirado em jogos de ação. Jogabilidade cooperativa com até nove pessoas e PvP opcional também são suportados pelo jogo.
O jogo foi um sucesso nas primeiras semanas de seu lançamento. Três semanas após seu lançamento, ele havia vendido três milhões de cópias e era um dos jogos mais jogados no Steam.

## Enredo
Valheim se passa na conhecida história nórdica com seus clichês: guerreiros barbudos, deuses, monstros, trolls... se diferenciando pois aqui Odin criou uma terra de exílio, um décimo reino: Valheim, desligado dos nove reinos conhecidos, e este lugar foi onde seus antigos inimigos foram colocados e deveriam ficar pela eternidade, mas sem a vigia dos deuses, estes inimigos se fortaleceram e organizaram uma rebelião. Para evitar que o pior ocorra, Odin enviou guerreiros humanos de Valhalla para este mundo, afim de que eles pudessem acabar com os planos dos inimigos e restabelecer a ordem no lugar. Após a morte, e agora podendo reviver inúmeras vezes, você é enviado para este lugar, onde irá travar centenas de batalhas para cumprir o objetivo de acabar com os inimigos de Odin.

## Mundo do Jogo
Como todo bom sandbox, Valheim mescla os biomas e os varia de região para região, e você pode estar andando em um Prado e simplesmente começar subir uma Montanha ou adentrar na Floresta Negra. O jogo tem a capacidade de criar regiões gigantes e que levará vários minutos para você explorar ou até "sair" dela, por experiência digo que entrar na Floresta Negra e tentar a atravessar pode ser um incrível desafio logístico.
O mundo do jogo possui no momento seis biomas cada um com suas características, os Prados com arvores e grama baixa, a Floresta Negra repleta de pinheiros e uma escuridão permanente, os Pântanos onde o chão molhado encobre vários períodos, as frias e perigosas Montanhas lar dos lobos e dragões, as Planícies com sua grama baixa e insetos assassinos e o vasto Oceano com suas aguas profundas e terríveis perigos como os leviatãs e as serpentes do mar. E ainda há outros três que devem ser adicionados em futuras atualizações.
O desafio se intensifica ainda mais na exploração do mundo já que o estranho relevo que se espalha por todas regiões do jogo, a vegetação detalhada e densa, arbustos, pedras e obstáculos, são visivelmente intencionais para se criar ambientes várias vezes difíceis de se acessar e gerar um mundo onde você se perderá facilmente caso não preste atenção por onde anda.